# Thorigny
Thorigny é uma comuna francesa na região administrativa da Pays de la Loire, no departamento de Vendéia. Estende-se por uma área de 32,15 km². Em 2010 a comuna tinha 1 251 habitantes (densidade: 38,9 hab./km²).